# Blek
Blek — это видеоигра, которая вышла в 2013 году.

## Игровой процесс
Сначала в Blek необходимо начертить линию чёрного цвета. После того, как линия начерчена, она будет продолжать перемещаться по экрану. Цель игрока — сделать так, чтобы линия соприкоснулась с цветными кружками и собрала их, при этом во время движения линия не должна дотронуться до кружков чёрного цвета.

### Галерея

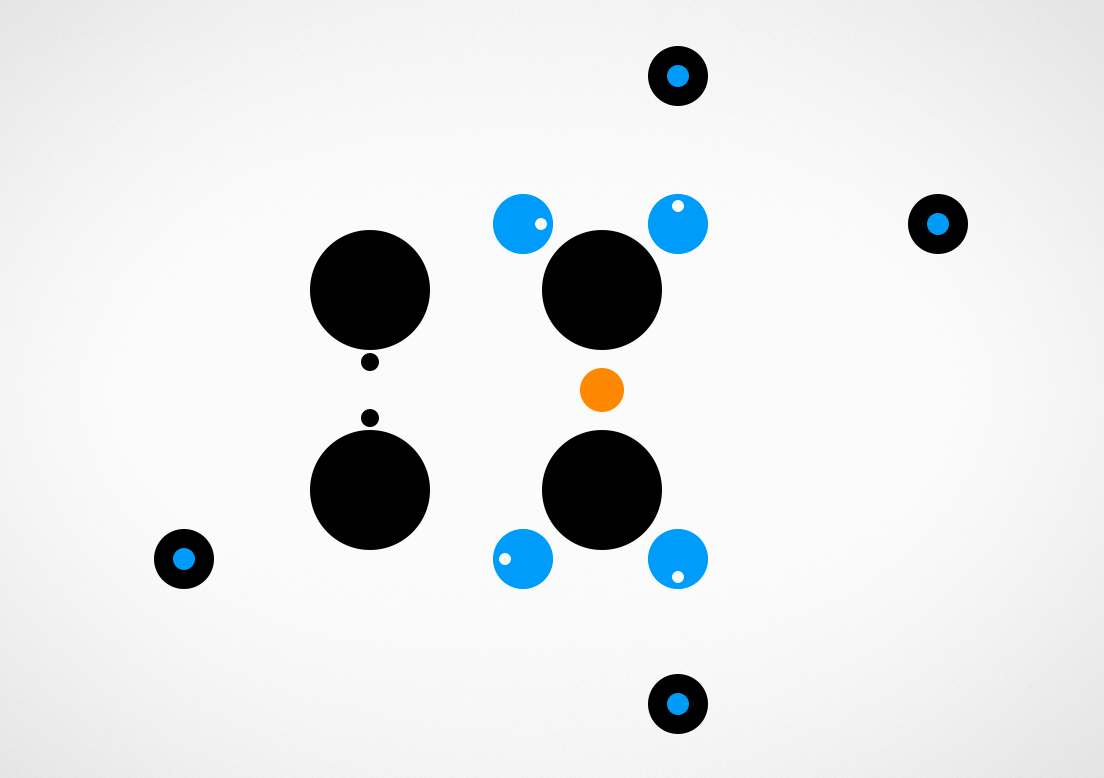
Трейлер игры Blek.
- Скриншот игры Blek

## Разработка и релиз
Blek вышла в декабре 2013 года (для iPad), в следующем месяце состоялся релиз игры для других iOS-устройств, версия для Android вышла позже, её релиз состоялся в июле 2014 года. Разработчики Blek, Kunabi Brother, проинформировали о том, что в их планы не входит создание сиквела игры.

## Оценки
В 2014 году Blek отметили на мероприятии Apple Design Awards, также Blek стала одной из видеоигр, что вошли в Indie Game Showcase. Согласно данным на февраль 2014 года, было продано 30 000 копий игры, по данным на май этого же года, — 500 000 копий, а по данным на июнь, — свыше миллиона копий.
Появление Blek привело к тому, что были созданы игры-клоны.